# Toustrup Mark
Toustrup Mark (Tovstrup Mark) er en bebyggelse og navnet på et bofællesskab beliggende imellem Silkeborg og Aarhus i Østjylland, ejet af Andelsforeningen A-70. Foreningen blev stiftet i 1970 på Thylejren af to fraktioner – Københavnergruppen og en flok lærere fra Århus Friskole. I 1971 købte foreningen de nuværende ejendommen af den daværende ejer. Den daværende ejer havde købt ejendommen af Låsby-Svendsen, men kunne ikke få det til at løbe rundt, da de lejeindtægter, som Låsby-Svendsen havde stillet ham i udsigt, ikke kom ind. Dette skyldtes bl.a. at kommunen ikke kunne godkende boligerne som egnede til beboelse og derfor ikke kunne give boligstøtte til lejerne.
Toustrup Mark er et lille bysamfund, hvori et bofællesskab er etableret. Bofællesskabet er kun en lille del af bysamfundet Toustrup Mark. Der bor altså andre i Toustrup Mark end de der er tilsluttet bofællesskabet, som har navngivet sig efter byen Toustrup Mark.
I dag bor der imellem 60 og 80 personer fordelt på 25 lejligheder.

Flere kendte er opvokset, har boet på eller bor på Toustrup Mark heriblandt medlemmer af Splask, Klondyke, Michael Learns to Rock, Tøsedrengene, Mek Pek, Venter på far, GNAGS, Western Stars, Booty Cologne, Sorten Muld og Lost Kids. 